# Amazing (песня Тани)
«Amazing» (рус. Восхитительно) — песня в исполнении российско-эстонской певицы Тани, с которой она представила Эстонию на конкурсе песни «Евровидение 2014».
Песня была выбрана 1 марта 2014 года на национальном отборе Эстонии на «Евровидение», что позволило Тане представить свою страну на международном конкурсе песни «Евровидение 2014», который прошёл в Копенгагене, Дания.

## Список композиций
| №  | Название  | Длительность |
| -- | --------- | ------------ |
| 1. | «Amazing» | 3:00         |